# یاسوهیکو فوکودا
یاسوهیکو فوکودا (انگلیسی: Yasuhiko Fukuda؛ زادهٔ ۳ مهٔ ۱۹۵۷) آهنگساز، نوازنده کیبورد اهل ژاپن است.